# Rebel Way
Rebel Way é uma canção do cantor de Reggae Snoop Lion, para seu decimo segundo álbum de estúdio Reincarnated. A canção faz parte do seu primeiro álbum de reggae.

## Faixas
| N.º | Título      | Duração |  |
| 1.  | "Rebel Way" | 4:44    |  |

## Desempenho nas paradas
| Paradas (2013)                                  | Melhor posição |
| ----------------------------------------------- | -------------- |
| Estados Unidos (Billboard Reggae Digital Songs) | 20             |